# Su I-ming
Su I-ming (čínsky pchin-jinem Sū Yìmíng, znaky 苏翊鸣; * 18. února 2004 Ťi-lin) je čínský snowboardista. Na olympijských hrách v Pekingu roku 2022 vyhrál závod v big airu. Získal zlato ze zimních her jako nejmladší čínský reprezentant v historii. Na stejných hrách vybojoval stříbro ve slopestylu. Stal se prvním Číňanem, který vyhrál závod ve světovém poháru. Vstoupil do něj roku 2019. Býval dětským hercem.